# Filmfare Award/Bestes Debüt
Der Filmfare Best Debut Award wird vom Filmfare-Magazin verliehen und ist eine Preiskategorie der jährlichen Filmfare Awards für Hindi-Filme. Der Preis wurde zum ersten Mal im Jahre 1989 verliehen. Nach 1995, dem letzten Jahr der Verleihung des Filmfare Award/Lux New Face für Schauspielerinnen, ging die Auszeichnung meist sowohl an einen Schauspieler als auch eine Schauspielerin.
Liste der Preisträger und der Filme, für die sie gewonnen haben:
| Jahr | Preisträger                    | Film                    | Deutscher Titel                                    |
| ---- | ------------------------------ | ----------------------- | -------------------------------------------------- |
| 1989 | Aamir Khan                     | Qayamat Se Qayamat Tak  | —                                                  |
| 1990 | Salman Khan                    | Maine Pyar Kiya         | —                                                  |
| 1991 | kein Preis                     | kein Preis              | kein Preis                                         |
| 1992 | Ajay Devgan                    | Phool Aur Kaante        | —                                                  |
| 1993 | Shah Rukh Khan                 | Deewana                 | Deewana – Im Zeichen der Liebe                     |
| 1994 | Saif Ali Khan                  | Aashiq Aawara           | —                                                  |
| 1995 | Tabu                           | Vijaypath               | —                                                  |
| 1996 | Bobby Deol                     | Barsaat                 | —                                                  |
| 1996 | Twinkle Khanna                 | Barsaat                 | —                                                  |
| 1997 | Chandrachur Singh              | Maachis                 | —                                                  |
| 1997 | Seema Biswas                   | Bandit Queen            | Bandit Queen                                       |
| 1998 | Akshaye Khanna                 | Himalaya Putra          | —                                                  |
| 1998 | Mahima Chaudhary               | Pardes                  | —                                                  |
| 1999 | Fardeen Khan                   | Prem Aggan              | —                                                  |
| 1999 | Preity Zinta                   | Dil Se                  | Von ganzem Herzen                                  |
| 2000 | Rahul Khanna                   | 1947 Earth              | —                                                  |
| 2000 | Nandita Das                    | 1947 Earth              | —                                                  |
| 2001 | Hrithik Roshan                 | Kaho Naa ... Pyaar Hai  | Kaho Naa ... Pyaar Hai – Liebe aus heiterem Himmel |
| 2001 | Kareena Kapoor                 | Refugee                 | —                                                  |
| 2002 | Tusshar Kapoor                 | Mujhe Kucch Kehna Hai   | —                                                  |
| 2002 | Bipasha Basu                   | Ajnabee                 | —                                                  |
| 2003 | Vivek Oberoi                   | Company                 | Company                                            |
| 2003 | Esha Deol                      | Koi Mera Dil Se Pooche  | —                                                  |
| 2004 | Shahid Kapoor                  | Ishq Vishk              | —                                                  |
| 2004 | Lara Dutta und Priyanka Chopra | Andaaz                  | —                                                  |
| 2005 | Ayesha Takia                   | Taarzan: The Wonder Car | —                                                  |
| 2006 | Shiny Ahuja                    | Hazaron Khwaishein Aisi | —                                                  |
| 2006 | Vidya Balan                    | Parineeta               | Parineeta – Das Mädchen aus Nachbars Garten        |
| 2007 | Kangana Ranaut                 | Gangster                | —                                                  |
| 2008 | Deepika Padukone               | Om Shanti Om            | Om Shanti Om                                       |
| 2008 | Ranbir Kapoor                  | Saawariya               | —                                                  |
| 2009 | Farhan Akhtar                  | Rock On!!               | —                                                  |
| 2009 | Imraan Khan                    | Jaane Tu... Ya Jaane Na | Du liebst mich, du liebst mich nicht               |
| 2009 | Asin Thottumkal                | Ghajini                 | —                                                  |
| 2010 | kein Preis                     | kein Preis              | kein Preis                                         |
| 2011 | Ranveer Singh                  | Band Baaja Baaraat      | Die Hochzeitsplaner – Band Baaja Baaraat           |
| 2011 | Sonakshi Sinha                 | Dabangg                 | —                                                  |
| 2012 | Vidyut Jamal                   | Force                   | —                                                  |
| 2012 | Parineeti Chopra               | Ladies vs Ricky Bahl    | —                                                  |
| 2013 | Ayushmann Khurana              | Vicky Donor             | —                                                  |
| 2013 | Ileana D’Cruz                  | Barfi!                  | —                                                  |
| 2014 | Dhanush                        | Raanjhanaa              | —                                                  |
| 2014 | Vaani Kapoor                   | Shuddh Desi Romance     | —                                                  |
| 2015 | Fawad Afzal Khan               | Khoobsurat              | —                                                  |
| 2015 | Kriti Sanon                    | Heropanti               | —                                                  |